# Вишневська Галина Олександрівна
Гали́на Олекса́ндрівна Вишне́вська (рос. Галина Александровна Вишневская) — казахстанська біатлоністка, чемпіонка та призерка Універсіад, чемпіонка Азійських ігор та чемпіонату Азії.
Перший подіум кубка світу Вишневська здобула на першому етапі сезону 2017-2018 у шведському Естерсунді в одиночній змішаній естафеті, виступаючи з Максимом Брауном.

## Статистика кубка світу
У таблиці наведено статистику виступів біатлоніста в Кубку світу.
- Місця 1–3: кількість подіумів
- Чільна 10: кількість фінішів у першій десятці
- В очках: кількість виступів, на яких біатлоніст здобував очки
- Старти: кількість стартів
- Естафета: включно зі змішаною

| Місця                    | Індивід. | Спринт | Персьют | Мас-старт | Естафета | Разом |
| ------------------------ | -------- | ------ | ------- | --------- | -------- | ----- |
| 1                        |          |        |         |           |          |       |
| 2                        |          |        |         |           |          |       |
| 3                        |          |        |         |           |          |       |
| Чільна 10                |          | 2      | 1       | 1         | 7        | 11    |
| В очках                  | 8        | 8      | 7       | 4         | 25       | 52    |
| Стартів                  | 11       | 16     | 8       | 4         | 25       | 64    |
| Станом на: 14 січня 2017 |          |        |         |           |          |       |

1. 1 2 3  Olympedia — 2006.